# رسانه اکتسابی
رسانه اکتسابی یا پوشش رسانه‌ای رایگان محتوایی وابسته به یک فرد یا سازمان است که توسط شخص ثالثی بدون دادن هرگونه وجه به ناشر منتشر می‌شود.